# Maison du Peuple de Limoges
La maison du Peuple de Limoges est un bâtiment construit en 1936 à Limoges (France), destiné à accueillir les activités syndicales.

## Présentation

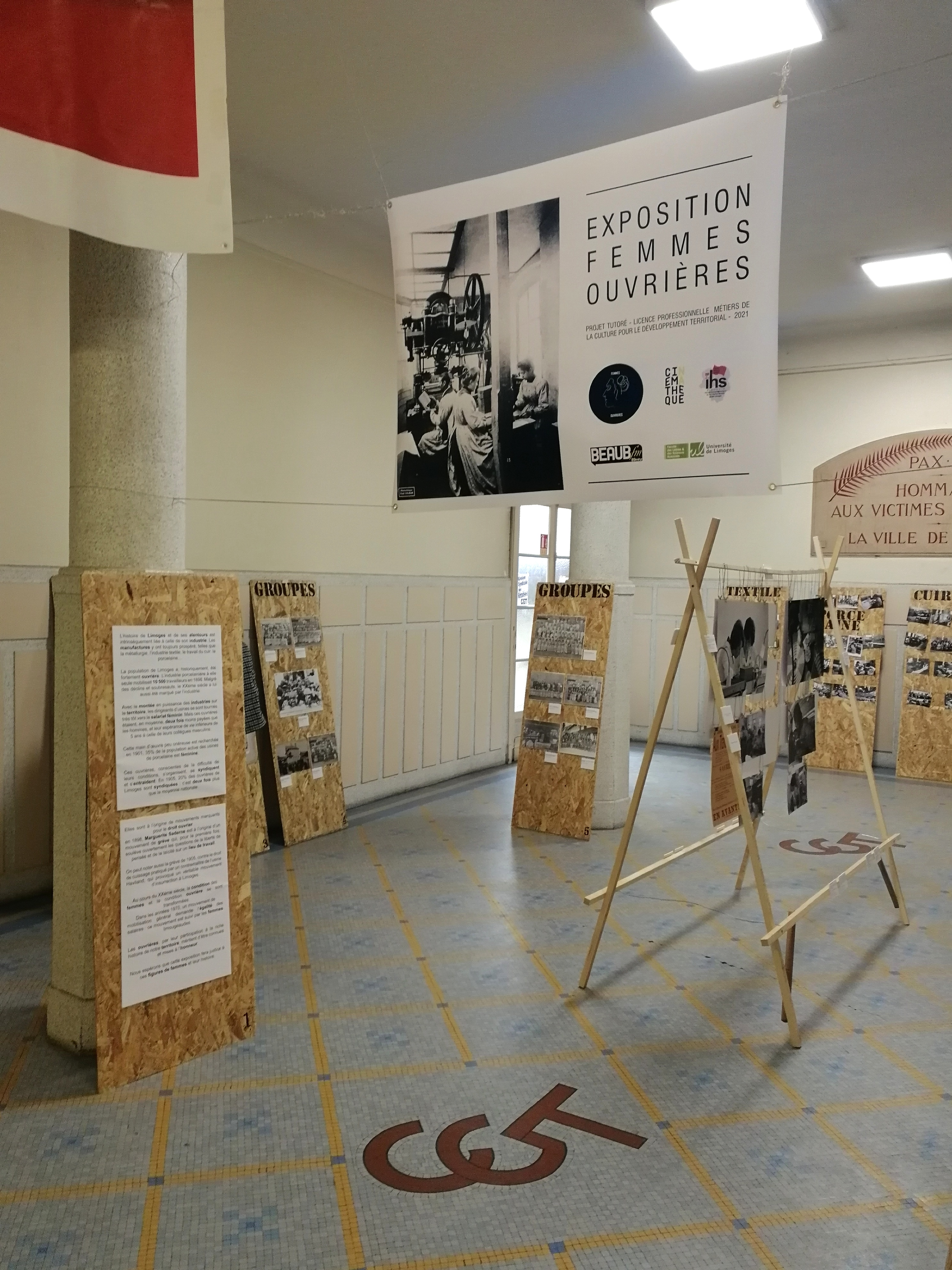
Exposition dans le hall de la Maison du peuple.

La maison du Peuple remplace une première Bourse du travail créée en 1896, mais rapidement considérée comme exiguë. Plusieurs projets de nouveaux bâtiments se succèdent mais il faut attendre une décision de la municipalité socialiste de Léon Betoulle dans les années 1930 pour voir le projet se concrétiser. La mairie met à disposition son architecte en chef, Léon Faure, pour la construction de la Maison du peuple à l'emplacement d'une ancienne école professionnelle, rue Charles-Michels, dans le centre de Limoges.
Le bâtiment, Art déco, comporte plusieurs bureaux et une salle de spectacles servant aux meetings et réunions publiques au rez-de-chaussée, comportant des vitraux de Francis Chigot (sur un dessin de Pierre Parot) et une fresque de Pierre Parot. La Confédération générale du travail est locataire de la majeure partie des locaux depuis leur ouverture ; son sigle est d'ailleurs présent dans les vitraux et les mosaïques du bâtiment.
Une partie du bâtiment est inscrite aux monuments historiques en 2014.